# Flesh for Frankenstein
Flesh for Frankenstein (titlu original: Flesh for Frankenstein) este un film de groază din 1973 scris și regizat de Paul Morrissey. Rolurile principale au fost interpretate de actorii Udo Kier, Joe Dallesandro, Monique van Vooren și Arno Juerging. Interioarele au fost filmate la Cinecittà din Roma de o echipă de realizatori italieni.

## Distribuție
- Joe Dallesandro - Nicholas, The Stableboy
- Udo Kier - Baron Von Frankenstein
- Monique van Vooren - Baroness Katrin Frankenstein
- Arno Juerging - Otto, The Baron's Assistant
- Dalila Di Lazzaro - Female Monster
- Srdjan Zelenovic - Sacha / Male Monster, Nicholas' Friend
- Marco Liofredi - Erik, The Baron's Son
- Nicoletta Elmi - Monica, The Baron's Daughter
- Liù Bosisio - Olga, The Maid
- Cristina Gaioni - Farmer, Nicholas' Girlfriend
- Cristina Gaioni - Sonia, The Prostitute